# Piquas kärnkraftverk
Piquas kärnkraftverk eller Piqua Nuclear Generating Station var ett kärnkraftverk i utkanten av staden Piqua i delstaten Ohio. Det byggdes av Atomic Energy Commission och var i drift mellan 1963 och 1966.
Reaktorn skilde sig från tidigare reaktorer då den använde terfenyl både som moderator och kylmedium.
Reaktorn byggdes i anslutning till ett redan befintligt koleldat ångkraftverk och ångan från reaktorn användes för att driva dessa ångturbiner.
Då det visade sig att terfenyls egenskaper förändrades under långvarig drift, stoppades reaktorn 1966.
Mellan 1967 och 1969 skrotades delar av anläggningen, de radioaktiva delarna göts in i betong och lämnades kvar på platsen.